# Calophasia bicolor
Calophasia bicolor là một loài bướm đêm trong họ Noctuidae.